# Rupert Gwynne
Pour les articles homonymes, voir Gwynne.
Rupert Sackville Gwynne (né le 2 août 1873, mort le 12 octobre 1924), est un homme politique britannique, député de la circonscription d'Eastbourne entre 1910 et 1924.
Il était membre du Parti conservateur, réélu à plusieurs reprises dans sa circonscription. Il a été Secrétaire financier au ministère de la Guerre entre 1923 et 1924.
Il est le père de l'écrivaine anglaise Elizabeth David.